# Rabson
Rabson ist ein Familienname.

## Herkunft und Bedeutung
Rabson ist ein englischer Familienname, hergeleitet aus dem mittelenglischen Personennamen Rab(b), als Koseform von Robert mit Abrundung des ersten Vokals sowie dem englischen Suffix „-son“ (vgl. Roberts Sohn; Robertson).

## Namensträger
- Ann Rabson (1945–2013), US-amerikanische Blues-Pianistin, Sängerin und Gitarristin
- Jan Rabson (1954–2022), US-amerikanisch-kanadischer Schauspieler und Synchronsprecher